# Luise Mejer

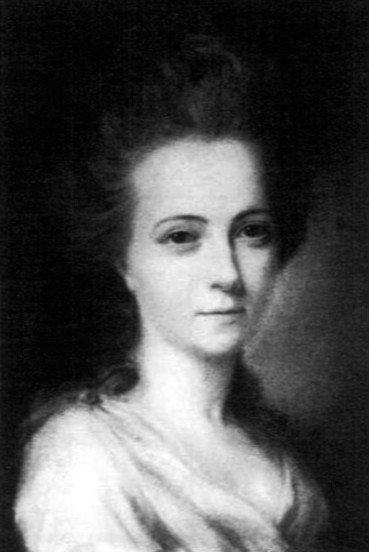
Luise Mejer 1782

Luise Justinie Mejer (* 25. September 1746 in Hannover; † 16. Juli 1786 in Meldorf) war die erste Frau von Heinrich Christian Boie.

## Leben
Die Familie Mejer gehörte im 18. und 19. Jahrhundert zu den sogenannten hübschen Familien.
Luise Mejer war die Tochter des Kriegssekretärs Franz Otto Mejer und seiner Frau Sophie Katharine geb. Kaiser. Ihre Mutter starb bei der Geburt ihres zehnten Kindes, als Luise zehn Jahre alt war.
Mit Mitte zwanzig begann für sie eine traurige Karriere als Krankenpflegerin ihrer Verwandten. Innerhalb von wenigen Jahren pflegte sie ihre Freundin Julie von Knigge, dann ihren Vater, ihren älteren Bruder und schließlich dessen Frau bis zu deren Tode. Nach diesen Erfahrungen befand sie sich selbst in einem sehr schlechten Gesundheitszustand. Ihre einzigen noch lebenden Verwandten zu diesem Zeitpunkt waren ein reicher, aber unsympathischer Onkel und ihr jüngerer Bruder George Mejer, mit dem sie sich eine kleine Wohnung in Hannover teilte.
1776 lernte sie bei einer Abendgesellschaft den Stabssekretär und Intellektuellen Heinrich Christian Boie kennen, mit dem sich schnell eine innige Freundschaft entwickelte. Den Heiratsantrag, den sie zwei Jahre später von ihm bekam, lehnte Luise jedoch aus Rücksicht auf ihre schlechte Gesundheit und seine schlechte finanzielle Stellung ab. Trotzdem blieben die beiden enge Freunde, und es entwickelte sich ein reger Briefwechsel, als Boie 1781 Landvogt im holsteinischen Meldorf wurde. In ihren Briefen berichten die beiden äußerst ausführlich von ihren jeweiligen Lebensumständen, die sich bei Luise im Laufe der Jahre mehrmals ändern.
Nach Boies Weggang und dem Tod ihrer Freundin Lotte Rehberg zog sie zu ihrer Freundin Luise von Pestel nach Celle, wo sie deren kränkelnden Mann unterhielt und den kleinen Ziehsohn Georg miterzog. Mehrmals besuchte sie ihre alten Freunde in Hannover, reiste dann für eine längere Badekur nach Osterode, wo ihr Bruder inzwischen eine Anstellung hatte. Sie besuchte Göttingen und reiste schließlich über Hamburg nach Tremsbüttel, um die Familie von Stolberg zu besuchen. Die Gräfin Luise von Stolberg versuchte mit allen Mitteln, Luise als Vorleserin und Sekretärin bei sich zu behalten, was dieser sehr zuwider war. Ein Abschlagen des Angebots schien ohne gesellschaftlichen Eklat nicht möglich. Ein Lichtblick war der Besuch Boies in Tremsbüttel, den eine enge Freundschaft mit den Grafen von Stolberg verband. Kurzentschlossen entschied das Paar, nun doch zu heiraten. Nach einem Jahr Wartezeit, in dem Boie das Haus in Meldorf vergrößerte und Luise sich teilweise in Celle, teilweise in Osterode aufhielt, fand 1785 die Hochzeit statt. Ein Jahr später starb Luise bei der Geburt ihres ersten Kindes. Sie wurde 39 Jahre alt.

## Historisches Interesse
Luise Mejer hat keine Nachkommen, und sie hat – abgesehen von ihren Briefen – keine literarischen oder andere künstlerischen Werke geschaffen, noch hat sie in besonderem Maße in den Verlauf der Geschichte eingegriffen. Dennoch stellt sie durch die detaillierten Zeugnisse ihrer Briefe eine Person von historischem Interesse dar, da sie ein Beispiel für die unterschiedlichen Rollen liefert, die ein und dieselbe bürgerliche Frau ohne finanzielle Reserven im späten 18. Jahrhundert übernehmen konnte:
- Krankenpflegerin von Verwandten und Bekannten
- Dame der Gesellschaft (in Hannover)
- unterhaltender Dauergast (in Celle)
- Erzieherin (auch in Celle)
- Vorleserin und Sekretärin (in Tremsbüttel)
- Haushälterin und Kinderfrau (in Osterode)
- Ehefrau eines höheren Beamten (in Meldorf)